# Глубокий лиман
Глубо́кий лима́н — лиман в Краснодарском крае России, расположенный в междуречье Кубани и Протоки.
Площадь лимана составляет 9 км², максимальная глубина — 2,4 м. Береговая линия изрезана слабо. Берега низкие и сильно заболоченные, покрыты зарослями камыша. Лиман соединен гирлами и искусственными каналами с окружающими водоёмами — Долгим, Кочковатым, Лозоватым, Западным лиманами и другими.
С восточной стороны в Глубокий лиман впадает Варавинский канал, проведённый частично по Лебяжьему гирлу. Он подает пресную воду из Протоки. Когда лиман переполняется, часть воды уносится западным гирлом в Чёрный ерик.